# Stockfehler
Stockfehler ist ein Begriff aus dem Sport, insbesondere dem Hockey- bzw. Eishockeysport.

## Hockey
Beim Eishockey bezeichnet der Begriff eine zu hohe und somit gefährliche Haltung des Stocks.
Im Hockeysport bezeichnet Stockfehler das Anheben des Stocks vor und nach dem Schlag über Schulterhöhe sowie das Schlagen und Stoppen des Balls mit der abgerundeten Seite des Hockeyschlägers. Deshalb wird diese Art des Regelverstoßes im allgemeinen Sprachgebrauch auch einfach als „Runde Seite“ bezeichnet. Ein Stockfehler wird üblicherweise mit einem Freischlag für die gegnerische Mannschaft geahndet. Stockfehler innerhalb des eigenen Schusskreises werden mit einer Strafecke bestraft. Als Stockfehler zählen sowohl die verbotene Argentinische Vorhand als auch eine falsch ausgeführte Argentinische Rückhand.

## Ballsportarten
Im weiteren Sinn wird der Begriff Stockfehler in anderen Ballsportarten benutzt. Damit ist ein leichtfertiger Fehler wie das misslungene Stoppen oder Wegspringen des Balles gemeint.